# Xanthia suffusa
Xanthia suffusa là một loài bướm đêm trong họ Noctuidae.